# Lista vânturilor

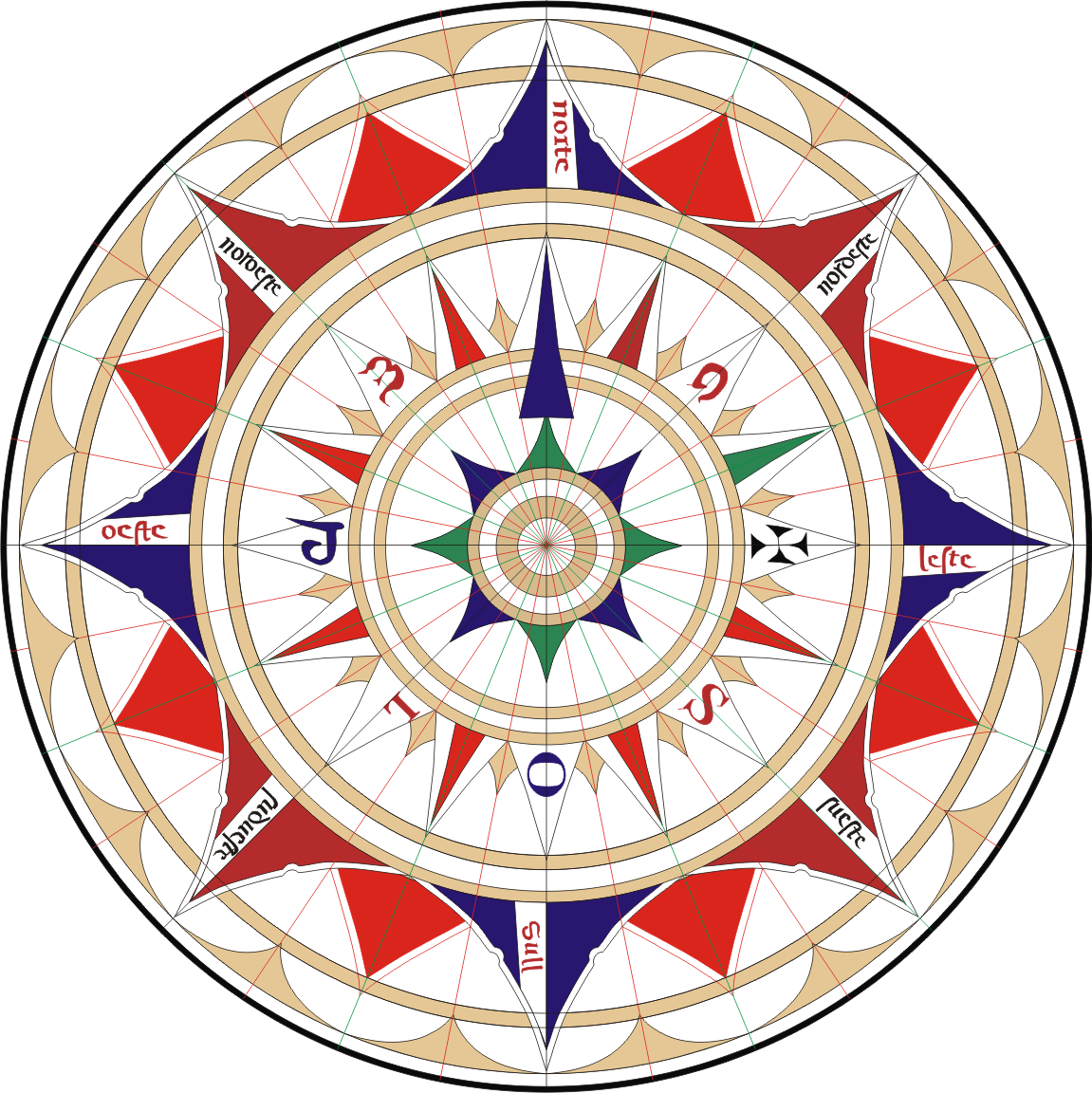
Replica unei Roza-vânturilor aflată de pe o hartă din 1492 a navigatorului și cartografului portughez Jorge de Aguiar

Articolul enumeră vânturile și sistemele eoliene globale și regionale ale Pământului în ordine alfabetică.
- Alizeu  (Passat)
- Antipassat
- Auster
- Austru
- Autan

- Bora
- Buran

- Cers
- Ciclon
- Collada
- Crivăț

- Föhn

- Gregale (sau Grec (vânt))

- Halny

- Levant
- Libeccio

- Mistral

- Ostro (Migjorn)

- Poniente

- Sirocco (Sirkos, Scirocco)

- Taifun
- Termică
- Tornadă
- Tramontana (Montagnére, Montagneuse; Tramuntana)

- Uragan

- Vânt de pantă
- Viscol
- Vârtej

- Zefir